# La Yesca (kommun)
La Yesca är en kommun i Mexiko.   Den ligger i delstaten Nayarit, i den centrala delen av landet, 600 km väster om huvudstaden Mexico City. Antalet invånare är 12 025. Arean är 4 420 kvadratkilometer.
Terrängen i La Yesca är mycket bergig.
Följande samhällen finns i La Yesca:
- Mesa del Tirador
- Apozolco
- La Yesca
- El Trapiche
- El Carrizal
- San Pelayo
- Colonia Nueva
- San Juan Ixtapalapa
- Cebolletas
- Hacienda de Ambas Aguas